# Narathura jobina
Narathura jobina är en fjärilsart som beskrevs av Evans 1957. Narathura jobina ingår i släktet Narathura och familjen juvelvingar. Inga underarter finns listade i Catalogue of Life.